# Vilhelm Christesen
Frederik Christian Vilhelm Christesen (født 4. juli 1822 i København, død 29. december 1899 sammesteds) var en dansk guld- og sølvvarefabrikant.
Han var søn af styrmand Anders (eller Hans) Christensen (1792-1828) og Vilhelmine Magdalene Augusta Grandjean (1796-1849). Efter mandens død 1828 flyttede moderen til Slagelse, hvor Vilhelm Christesen blev sat i guldsmedelære. Hans år som svend førte ham bl.a. til Bremen i tre år, og her blev han gift 28. juni 1846 med Luise Sophie Dorothea Pape (25. august 1825 i Bremen – 10. august 1882 i København), datter af postbud, tidligere brændevinsbrænder Hermann Pape (1790-1838) og Dorothea Margarethe Plöger (1799-1865).
Samme år nedsatte han sig som guldsmed, og ti år senere flyttede han sin forretning til hovedstaden, hvor han havde fået bevilling til at anlægge en fabrik for prægning af guld- og sølvvarearbejder. Vilhelm Christesen var således den første i Danmark til at tilvirke guld- og sølvvarer på industriel vis, og hans virksomhed voksede støt. Indførelsen af næringsfriheden i 1857 havde yderligere positiv betydning for hans firma.
I begyndelsen optrådte han især som leverandør til landets øvrige guldsmede, men fra 1865 solgte han via eget udsalg. Hans virke bestod hovedsageligt i industriel massefabrikation, men i kraft af hans deltagelse i Kunstflidslotteriet (oprettet 1860) frembragte han nogle kostbare udstillingsgenstande, som blev prisbelønnet på udstillinger i ind- og udland. 22. oktober 1861 modtog han Ingenio et arti.
Han er begravet på Holmens Kirkegård.
Christesen er gengivet i et litografi 1871 af Theodor Bergh og samme år i to xylografier.